# Janine van Elzakker
Janine van Elzakker (Halsteren 26 december 1945 – 11 maart 2019) was een Nederlandse (stem)actrice, die bekend is van het liedje van de kinderserie Beertje Colargol (1968-75) en tevens de stem van de hoofdfiguur insprak.

## Loopbaan
In 1974 vertolkte ze met haar stem een personage op de Disney luisterplaat Dombo.
In 1980 werkte ze mee aan het radio-hoorspel Bureau Stadionstraat (geschreven door Ischa Meijer en Henk Spaan, uitgezonden door de VPRO).
Van Elzakker was op televisie te zien in De lachende scheerkwast (1981-1982), Opzoek naar Yolanda (1984).
Ook werkte zij mee aan het radioprogramma Ronflonflon (1984-1991) met 'Jacques Plafond' (Wim T. Schippers). Zij vertolkte de stemmen van 'Wilhelmina Kuttje junior', 'Jacqueline van Benthem', 'Elsje de Wit', 'Weduwe van Beurden', 'Anneke Rol' en 'hoofdinspectrice Mieke van der Wel'.
Ze werkte ook mee in een televisieserie over Jacques Plafond, Plafond over de vloer (1986), als 'Elsje de Wit', 'Wilhelmina Kuttje junior' en 'Jacqueline van Benthem'.
Verder was ze in 1987 te zien in het televisiespel Sans rancune in de rol van het personage 'Yvette Schouten'.
Van 1989 tot en met 1994 speelde ze in vijf seizoenen een dubbelrol als 'Tineke Smulders-Das' en 'Wilhelmina Kuttje' in de drama/comedy-televisieserie We zijn weer thuis van Wim T. Schippers. In 1991-1992 werkte ze mee aan het radioprogramma Koning Zzakk in Muzykland.

## Trivia
- Van Elzakker was de tante van Lena, de derde partner van de Vlaamse schrijver Herman Brusselmans. Hij schrijft dit in een van zijn boeken.

- MusicBrainz: 9400e2d5-4b59-45ab-a95a-9f9e3c431a61
- Nederlandse Thesaurus van Auteursnamen: 074571311
- Virtual International Authority File: 280516007
- WorldCat: E39PBJppFT78WcQjxpQ6Y7VV4q